# Lucia Ondrušová
Lucia Ondrušová (Žilina, 10 maggio 1988) è una calciatrice slovacca, centrocampista dello Sparta Praga e della nazionale slovacca.

## Carriera

### Club
Lucia Ondrušová inizia la sua carriera nelle giovanili del OŠK Marianka, accordandosi con lo Slovan Bratislava per la stagione 2003-2004. Restata una sola stagione passa al PVFA Bratislava per tornare, dopo due stagioni con lo Slovan nella stagione 2006-2007.
Nell'estate 2007 decide di iniziare la sua carriera all'estero accettando la proposta fattale dallo Sparta Praga per giocare in I. liga žen, campionato di vertice ceco. Con lo Sparta gioca cinque stagioni conquistando quattro titoli nazionali e quattro coppe prima di essere ceduta in prestito allo Slovan Bratislava nella seconda parte del campionato 2011-2012.
Durante il calciomercato estivo 2012 decide quindi di rimanere in Repubblica Ceca, trovando un accordo con il Bohemians Praga e con la quale rimane due stagioni.
Nell'estate 2014 sottoscrive un contratto con il Neunkirch, selezione femminile della società calcistica svizzera dell'omonimo comune del Canton Sciaffusa, che disputa la Lega Nazionale A, massimo livello del campionato svizzero di categoria. Con la società rimane per tre stagioni consecutive, con l'ultima dove riesce a ottenere sia il titolo di Campione di Svizzera che la Coppa Svizzera 2017, quando a causa della mancanza della copertura finanziaria e amministrativa per poter competere la società comunica di non iscriversi al campionato successivo, svincolando di conseguenza le proprie tesserate.
Nel giugno 2017 il Basilea annuncia di aver trovato un accordo con la giocatrice per vestire la propria maglia per la stagione entrante. Ondrušová condivide con le compagne il raggiungimento del secondo posto in Lega Nazionale A 2017-2018 a 5 punti dallo Zurigo.
Durante il calciomercato estivo 2018, al fine di rafforzare il suo reparto centrale viene annunciato il suo trasferimento al Verona per la stagione 2018-2019; per Ondrušová è il secondo campionato estero e il primo in Italia
Dopo una sola stagione in Italia cambia nazione, trasferendosi in Germania, al Colonia.

### Nazionale
Nel 2004 viene selezionata per vestire la maglia della nazionale slovacca Under-19 dove fa il suo debutto il 28 settembre 2004, nella partita pareggiata per 3-3 con la pari età della Nazionale serba e valida per il primo turno di qualificazione all'edizione 2005 del campionato europeo di categoria.
Grazie alle sue prestazioni viene ben presto chiamata nella nazionale maggiore, inserita in rosa dal commissario tecnico František Urvay nella squadra che disputa le qualificazioni all'Europeo di Finlandia 2009, dove debutta il 20 novembre 2006, nell'incontro vinto sulla Lituania. In quell'occasione condivide con le compagne la conquista del primo posto nel gruppo A3 del turno preliminare, dove è anche autrice di una rete, quella che al 13' porta sul parziale di 2-0 sulle avversarie di Malta, incontro poi concluso per 8-0 dalle slovacche.

## Palmarès
- Campionato svizzero: 1

Neunkirch: 2016-2017
- Campionato ceco: 4

Sparta Praga: 2007-2008, 2008-2009, 2009-2010, 2010-2011
- Campionato slolvacco femminile: 1

Slovan Bratislava: 2003-2004
- Coppa Svizzera: 1

Neunkirch: 2016-2017
- Coppa della Repubblica Ceca: 4

2007-2008, 2008-2009, 2009-2010, 2010-2011
- Slovenský pohár žien: 1

Slovan Bratislava: 2011-2012